# Río Ayopaya
Río Ayopaya är ett vattendrag i Bolivia.   Det ligger i departementet La Paz, i den centrala delen av landet, 290 km nordväst om huvudstaden Sucre.
Omgivningen kring Río Ayopaya är i huvudsak ett öppet busklandskap. Området är  glesbefolkat, med 8 invånare per kvadratkilometer.